# Julie Dorus-Gras

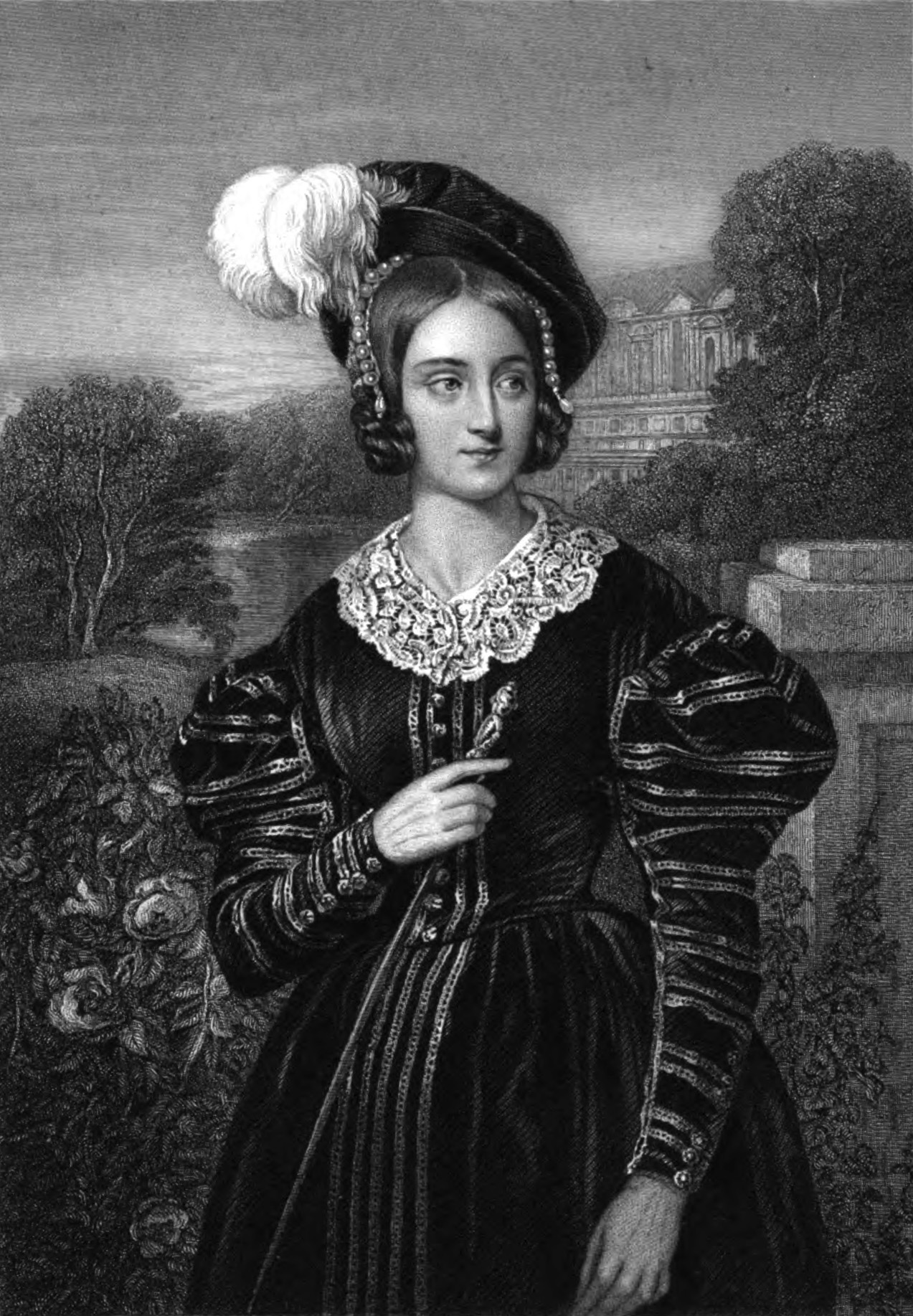
Julie Dorus-Gras en el rol de Marguerite de Valois a Les Huguenots

Julie-Aimée-Josèphe Van Steenkiste coneguda com a Julie Dorus-Gras (Valenciennes, Nord - Pas de Calais, 7 de setembre de 1805 - París, 6 de febrer de 1896) fou una cantant d'òpera francesa.
Filla i germana de músics d'origen belga, encara era una infant quan oferí un concert amb tant d'èxit que el Municipi de la seva ciutat natal la subvencionà per a estudiar al Conservatori de París, en el qual ingressà als disset anys; hi assolí el primer premi el 1822. Va ser deixebla de Paër i Bordogni. El 1825 debutà al Théâtre de la Monnaie de Brussel·les i emprengué una sèrie de viatges, i el 1830 fou contractada per l'Òpera de París, on succeí a la famosa Cinti-Damoreau en el lloc de primera tiple del teatre de l'Òpera; hi va romandre sense interrupció fins al 1839, per tornar-hi el 1840. Es retirà el 1859, si bé després va fer diversos concerts a París i Londres. Entre d'altres papers creà el d'Alícia, de Robert le diable, la reina Margarida de Les Huguenots, de Meyerbeer, i el d'Eudoxia a La Juive de Halévy. Restà considerada com una de les millors sopranos del seu temps.